# Chuseok
Chuseok (Tiếng Hàn: 추석, Hanja: 秋夕, Âm Hán Việt: Thu tịch, nghĩa đen là "đêm thu"), còn gọi là Jungchu (Tiếng Hàn: 중추, Hanja: 中秋) hay Hangawi (Tiếng Hàn: 한가위; [han.ɡa.ɥi]; từ tiếng Hàn cổ, "trung tâm tuyệt vời (của mùa thu)"), là ngày Tết trung thu, cũng được coi là lễ tạ ơn của người Hàn Quốc và Triều Tiên; đây là ngày tết lớn thứ nhì trong năm; các công sở đều đóng cửa vì đây là ngày nghỉ lễ chính thức. Dân Hàn ăn Chuseok vào rằm Tháng Tám âm lịch. Từ 1986 đến 1988, Chuseok chính thức kéo dài hai ngày (gồm ngày rằm Trung thu 15 và ngày 16). Kể từ 1989, ngày nghỉ lễ tăng lên thành ba ngày (ngày 14, 15 và 16 âm lịch).
Chuseok còn có tên là Hangawi (한가위). "Han" có nghĩa là lớn và "gawi" là ngày rằm Tháng 8.

## Phong tục thờ cúng

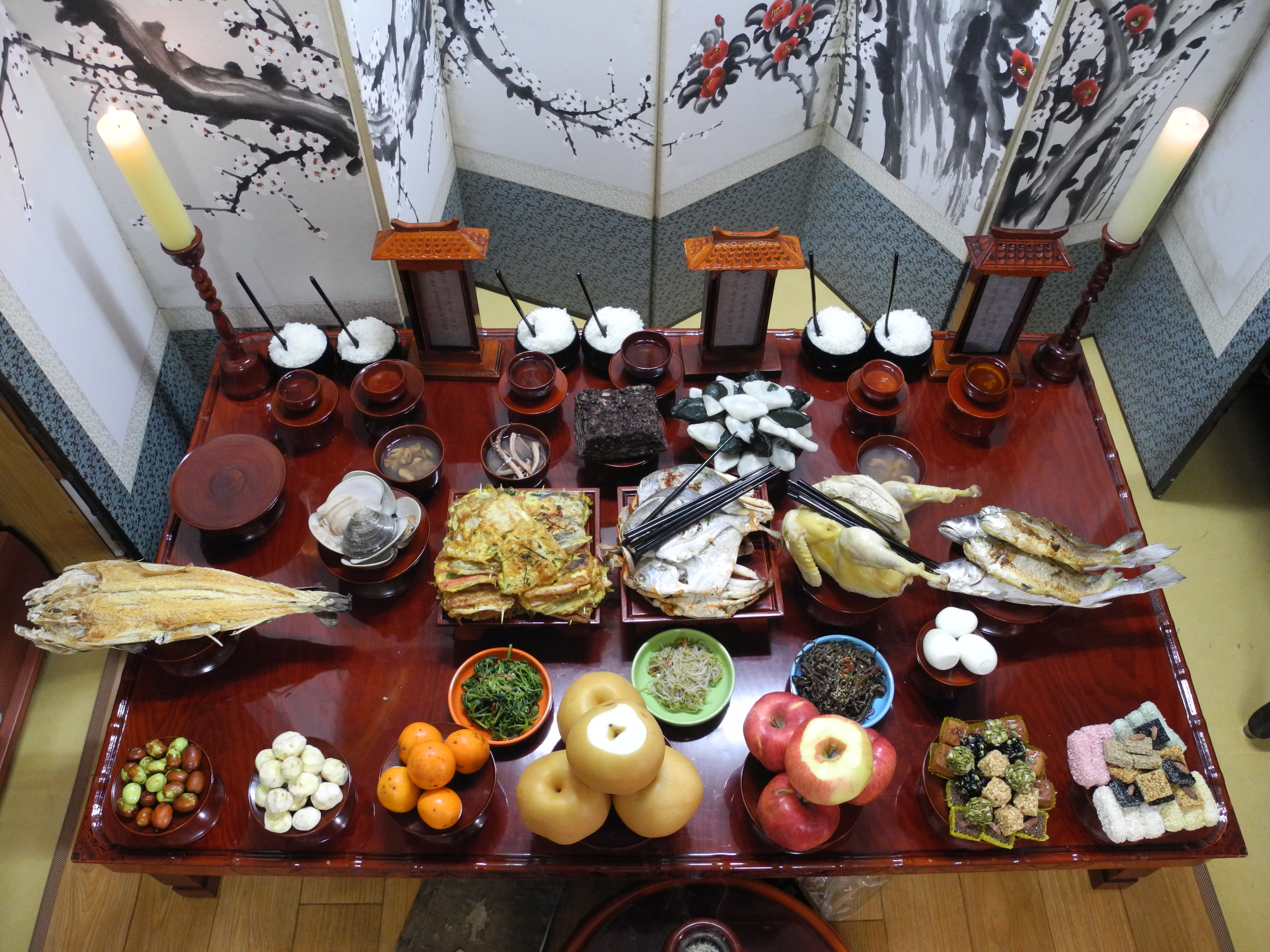
Bàn thờ với lễ vật

### Múa ganggangsullae (강강술래)

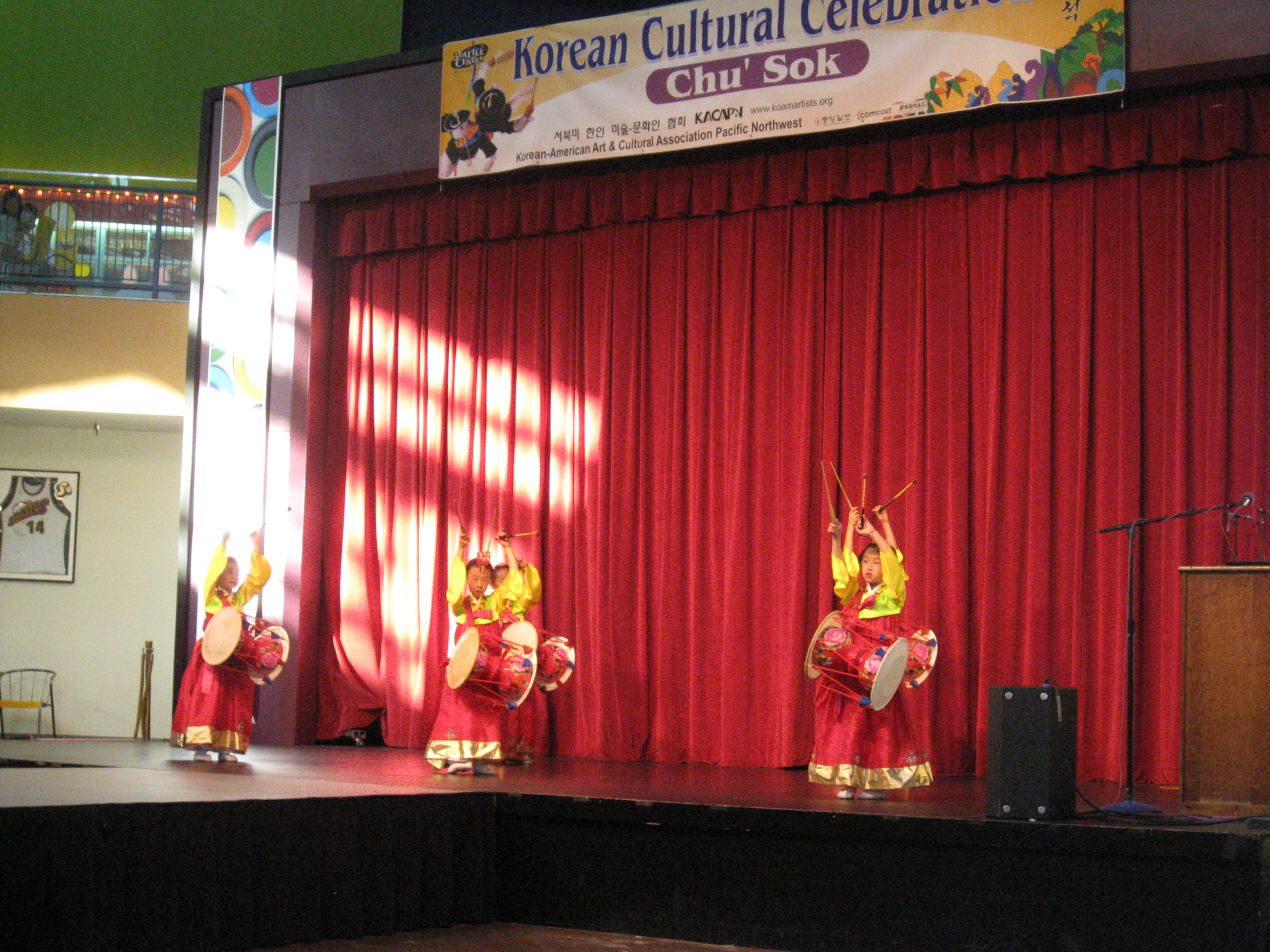
Múa văn nghệ trong ngày Chuseok

## Thức ăn

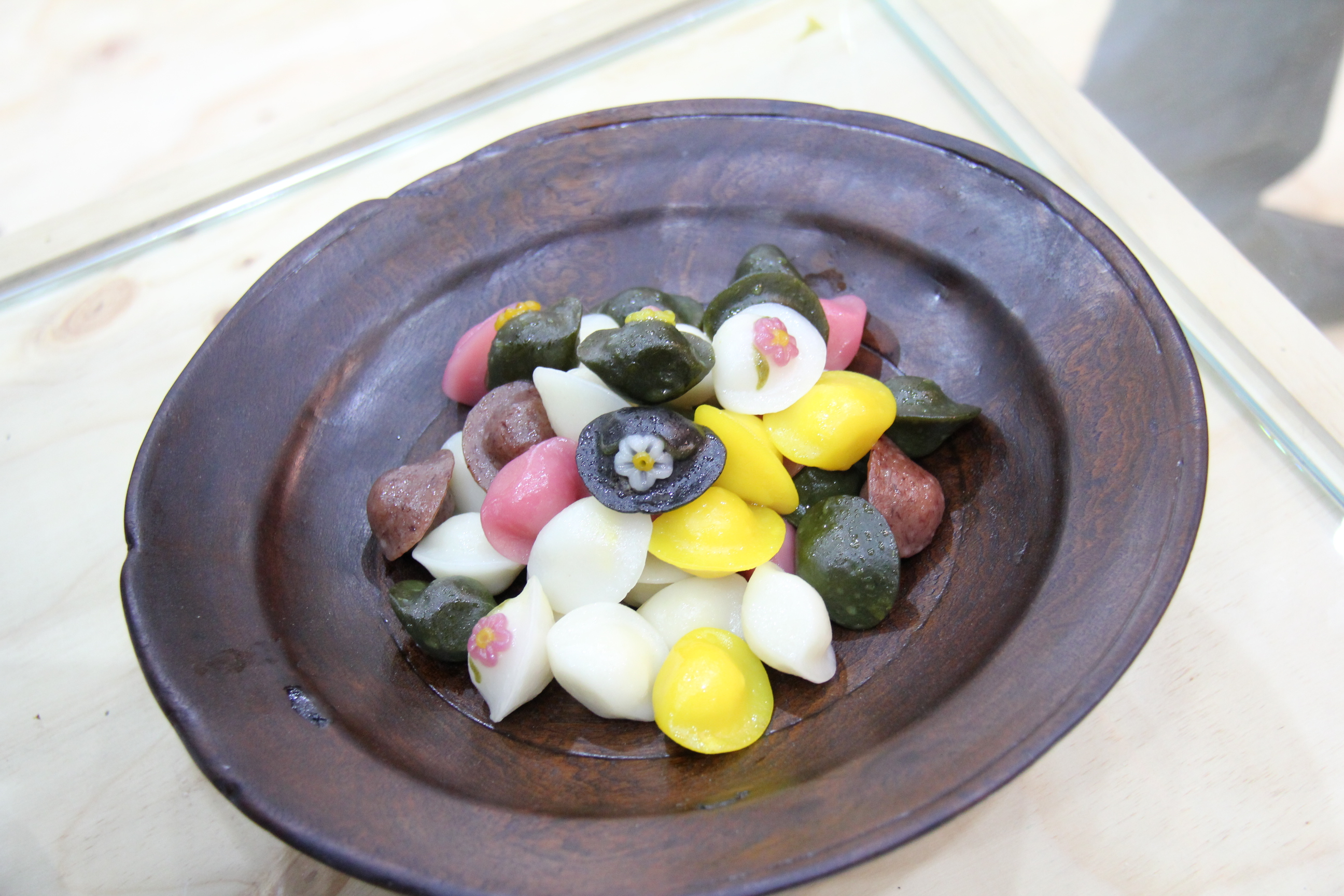
Bánh giầy hình bán nguyệt Songpyeon